# Stansvik

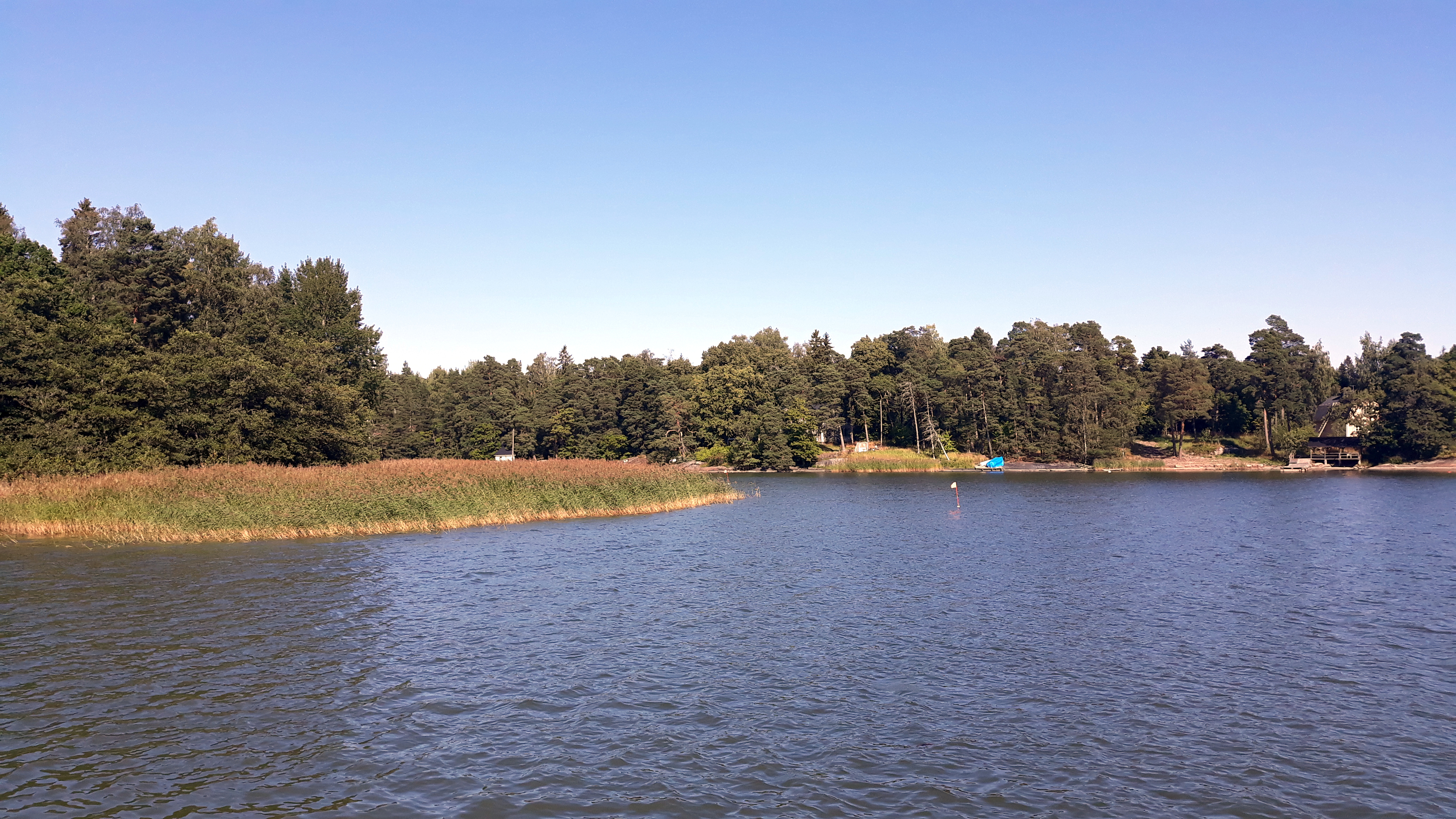
Stansvik

Stansvik [stans-] (finska: Tahvonlahti) är en vik och ett område på södra stranden av Degerö i Helsingfors stad. Tidigare var Stansvik namnet på ett administrativt delområde som omfattade hela västra Degerö, men delområdets namn ändrades till Kronbergsstranden 2013.
Vid Stansviks strand ligger Stansvik gård. Till Stansvik räknas också sommarstugeområdena sydväst om herrgården på Kråkholmen och Långholmen. 

## Stansviks gruva
På Stansviks område hittades en jänrmalmsförekomst 1776 och redan samma år inleddes gruvverksamhet. Emellanåt avbröts gruvdriften men återtogs tidvis ännu på 1800-talet och avbröts slutligt först 1839. På gruvområdet har man hittat och hittar fortfarande värdefulla mineraler, såsom ovanligt stora ametister, som har förts till museer i Paris och Sankt Petersburg.